# Stan Getz

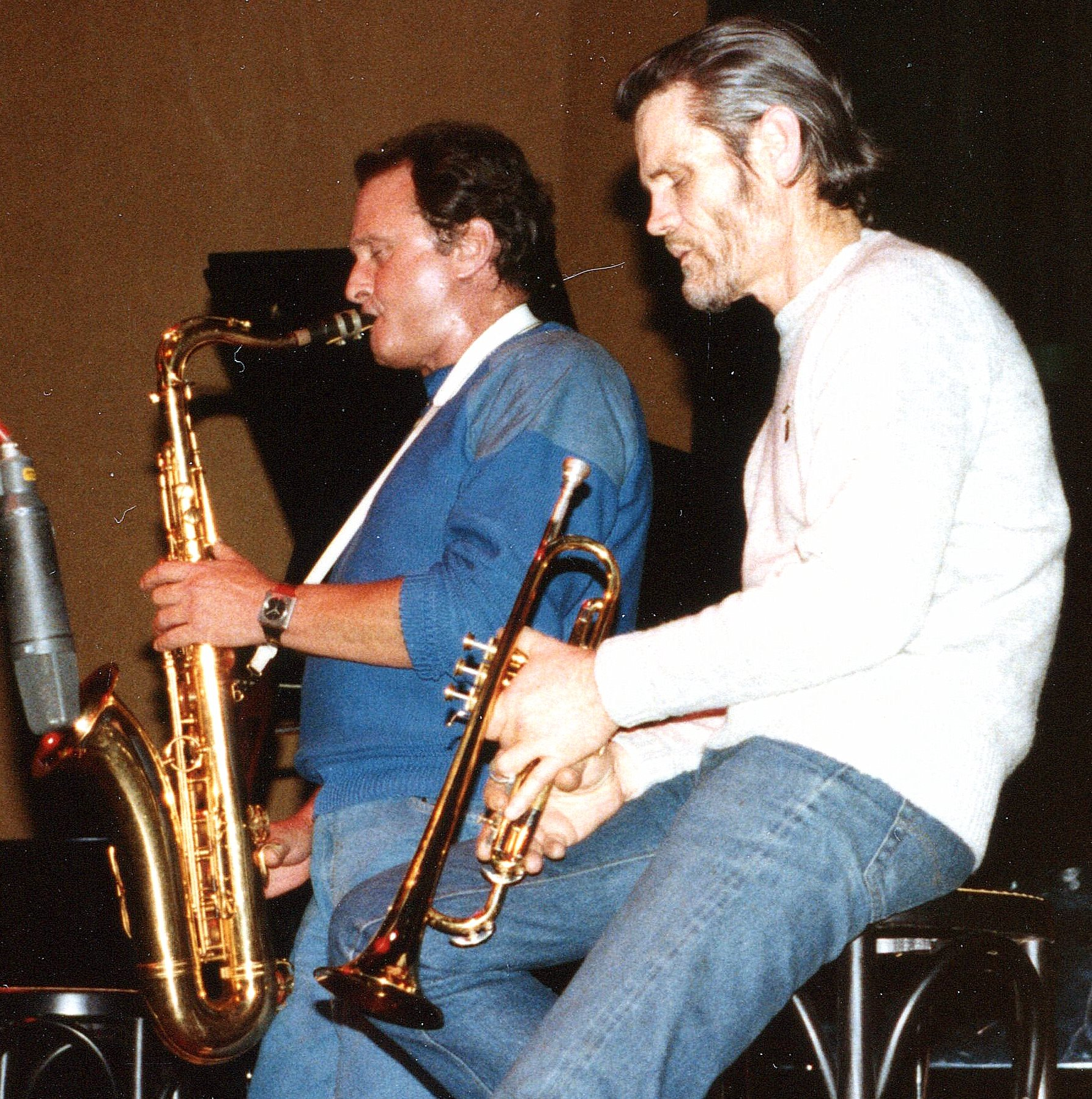
Stan Getz na koncercie z Chetem Bakerem w 1983 roku

Stan Getz, właśc. Stanley Gayetsky (ur. 2 lutego 1927 w Filadelfii, zm. 6 czerwca 1991 w Malibu) – amerykański saksofonista jazzowy grający na saksofonie tenorowym.
Urodził się w rodzinie pochodzenia ukraińsko-żydowskiego. Wychował się w Nowym Jorku. Rozpoczął karierę muzyczną w 1943, gdy został przyjęty do orkiestry Jacka Teagardena. Grał potem w zespołach Stana Kentona, Jimmy’ego Dorseya i Benny’ego Goodmana. W latach 1947–1949 występował z orkiestrą Woody’ego Hermana, gdzie był jednym z Four Brothers – muzyków sekcji saksofonów: trzech tenorowych (Getz, Zoot Sims i Herbie Steward) i barytonowego (Serge Chaloff).
W latach 50. był jednym z najbardziej znanych muzyków stylu cool. Nagrywał m.in. z Horace’em Silverem, Oscarem Petersonem i Jimmym Smithem. Od 1958 przebywał w Kopenhadze, skąd powrócił do Stanów Zjednoczonych w 1961. Na początku lat 60. jego albumy nagrane z Charliem Byrdem, a potem z João Gilberto i Antônio Jobimem wywołały modę na bossa novę. Później prowadził małe zespoły. Powrócił do intensywnego nagrywania w ostatnich pięciu latach swojego życia.
Przez wiele lat zmagał się z nałogiem alkoholowym i narkotykowym, z których wyzwolił się dopiero pod koniec życia. Zmarł na raka wątroby.

## Dyskografia
- 1952 Stan Getz Quintet – Jazz at Storyville (nagrany w 1951; wytw. Roost)
- 1955 West Coast Jazz
- 1955 Hamp and Getz(inne języki)
- 1955 Stan Getz Quartets (Prestige)
- 1956 The Steamer(inne języki)
- 1956 For Musicians Only(inne języki)
- 1957 Stan Getz and the Oscar Peterson Trio(inne języki)
- 1957 At the Opera House(inne języki)
- 1957 Getz Meets Mulligan In Hi-Fi(inne języki)
- 1957 Stan Getz – at Storyville Vol. 2 (nagrany w 1951; wytw. Roost)
- 1961 Focus (jazz album) (zremasterowany w 1997)
- 1962 Jazz Samba(inne języki) (zremasterowany w 1997)
- 1963 Stan Getz with Cal Tjader
- 1963 Stan Getz and Luiz Bonfa Jazz Samba Encore!
- 1963 Getz/Gilberto – Nagroda Grammy
- 1964 Getz/Gilberto #2(inne języki)
- 1964 Getz Au-Go-Go(inne języki)
- 1964 Stan Getz & Bill Evans(inne języki)
- 1967 Sweet Rain(inne języki)
- 1972 Captain Marvel
- 1976 The Best of Two Worlds(inne języki)
- 1977 The Peacocks (album)(inne języki)
- 1978 Another World
- 1982 Pure Getz(inne języki)
- 1989 Anniversary!(inne języki) – nagrany w 1987
- 1991 Serenity – nagrany w 1987
- 1991 People Time(inne języki) – z Kennym Barronem
- 1991 You Gotta Pay the Band(inne języki) – z Abbey Lincoln
- 1996 Yours and Mine: Live at the Glasgow International Jazz Festival 1989
- 2000 The Final Concert Recording
- 2003 Bossas & Ballads: The Lost Sessions – nagrany w 1989, ale wydany dopiero w 2003
- 2015 Selections from Getz/Gilberto 76 – nagrany w 1976, ale wydany dopiero w 2015